# Juan Gualberto Guevara
Juan Gualberto Guevara y Cuba (Vítor, Arequipa, 12 de julio de 1882-Lima, 26 de noviembre de 1954) fue un sacerdote peruano, que fue el primer cardenal del Perú. También fue Arzobispo de Trujillo (1940-1945); y el 29.º Arzobispo de Lima y Primado del Perú (1945-1954). Fue el 18 de febrero de 1946 cuando recibió el capelo cardenalicio de manos del papa Pio XII. Como jefe de la iglesia católica peruana supo mantener el prestigio del catolicismo frente a los cambios sociales y políticos ocurridos en el Perú durante la década de 1950. Mostró especial interés en fomentar las vocaciones sacerdotales, mejorando el seminario de Lima, y apoyó la actividad laica a través de la Acción Católica Peruana. También se mostró extremadamente estricto en cuestiones de moral y costumbres, lo que le valió no pocas críticas.

## Biografía

### Nacimiento y formación
Hijo de Simón Guevara y Eulogia Cuba. Nació en la ciudad de Vítor, capital de uno de los distritos de la provincia de Arequipa.
Cursó sus estudios escolares en el Colegio San Vicente de Paúl, que dirigían entonces los padres lazaristas encabezados por Hipólito Duhamel. Este personaje había modernizado la enseñanza en Arequipa, dando a la vez importancia a la formación catequística y moral de los jóvenes. Uno de los profesores de dicho plantel fue el futuro arzobispo de Lima, Emilio Lissón. La educación que allí recibió Guevara fue determinante para que orientara su vocación religiosa.

### Sacerdocio
A temprana edad ingresó al Seminario de San Jerónimo. Recibió las órdenes menores de subdiaconado y diaconado de manos del obispo Manuel Segundo Ballón.
El 2 de junio de 1906 fue ordenado presbítero en Puno por el obispo Ismael Puirredón. Empezó a ejercer su ministerio como vicepárroco y capellán de Yura. Luego pasó a ser vicepárroco de Arica, entre 1906 y 1910.
En Tacna, ciudad peruana entonces ocupada por Chile, demostró patriotismo al ayudar a los sacerdotes peruanos expulsados a salvar los libros parroquiales que ayudarían en la preparación del plebiscito que determinaría si las provincias cautivas de Tacna y Arica permanecerían en poder de Chile o volverían al Perú (plebiscito que no llegó a realizarse). Las autoridades chilenas lo expulsaron de Arica y pasó entonces a regentar la parroquia de Vítor.
En 1912 ingresó a la Universidad Nacional de San Agustín, y se graduó de bachiller en Letras. Fue vicerrector del Seminario de Arequipa en 1914, subdirector del periódico El Deber en 1916 (el único periódico católico del sur del país) y sacristán en la Catedral de Arequipa, entre 1916 y 1920.
En 1920 viajó a Roma y en la Pontificia Universidad Gregoriana se graduó de doctor en Derecho Canónico en 1922. De regreso al Perú en 1923, asumió la dirección del periódico El Deber (cargo que ejerció por más de veinte años), y se incorporó a la plana docente del Instituto Arévalo.
En 1927 fue nombrado canónigo del cabildo diocesano de Arequipa. En 1930 fue promovido a la dignidad de IX tesorero. Ese mismo año fue designado capellán del Colegio de los Sagrados Corazones de Arequipa y al año siguiente dirigió la Acción Social Católica, organización laica arequipeña.

## Episcopado

### Arzobispo de Trujillo
Luego de habérsele conferido el título de prelado doméstico de Su Santidad, fue preconizado para ocupar la vacante sede diocesana de Trujillo, por fallecimiento de su obispo Carlos García Irigoyen. El 2 de marzo de 1940 fue consagrado obispo de Trujillo, por el arzobispo titular de Seleucia Pieria, Fernando Cento. El 23 de mayo de 1943 su diócesis fue elevada a la categoría de arzobispado. Por lo tanto, Guevara se convirtió en el primer arzobispo de Trujillo.
Entre las muchas obras que realizó destacan las siguientes:
- Una minuciosa visita pastoral por el extenso territorio de su diócesis hasta la provincia de Pataz.
- La separación del colegio de externos del local del seminario, pues hasta entonces habían estado juntos, ocasionando problemas de disciplina.
- La celebración en Trujillo del 3.º Congreso Eucarístico Nacional, de 27 a 31 de octubre de 1943.
- La coronación canónica de la Virgen de la Puerta de Otuzco (1944).

### Arzobispo de Lima y primer Cardenal del Perú

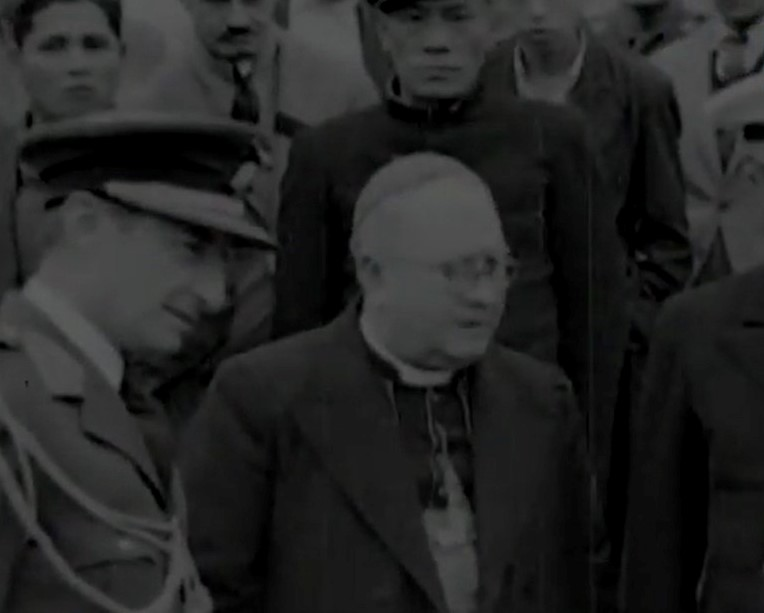
Cardenal Guevara en un acto oficial del gobierno, realizado en 1947.

Su labor en su arquidiócesis trujillana le valió el reconocimiento de sus superiores. El papa Pío XII ordenó su nombramiento como arzobispo de Lima, el 16 de diciembre de 1945, en reemplazo del fallecido monseñor Pedro Pascual Farfán. Recibió asimismo los títulos de Primado del Perú y Vicario General Castrense.
Poco después, antes de finalizar ese mismo año de 1945, el papa lo elevó a la dignidad de cardenal de la Iglesia Católica Romana, título que por primera vez en 400 años de historia eclesial peruana recaía en un prelado nacido en el Perú.
El 11 de enero de 1946 tomó posesión de la arquidiócesis de Lima por intermedio de un delegado, pues no pudo hacerlo personalmente al tener que viajar de urgencia a Roma para recibir el capelo cardenalicio. Esta última ceremonia se realizó el 18 de febrero. Se le confirió la dignidad de cardenal presbítero de San Eusebio.
El 8 de mayo de 1946 accedió al cargo de 2.º Gran Canciller de la Pontificia Universidad Católica del Perú, que ha venido siendo otorgado a todos los arzobispos de Lima, desde 1942 (el primero fue monseñor Pedro Pascual Farfán).

### Labor episcopal en Lima
El cardenal Guevara tuvo por obispo auxiliar a monseñor Federico Pérez Silva, pero más tarde este fue transferido a Piura y en su reemplazo fue nombrado el sacerdote franciscano Juan Landázuri Ricketts, paisano suyo.

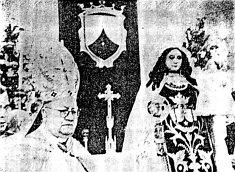
Cardenal Guevara durante un evento religioso en Lima.

Al anularse la ley que obligaba a los prelados episcopales a pedir permiso al gobierno para viajar fuera de sus jurisdicciones eclesiásticas, visitó diversas parroquias situadas en la costa y envió delegados a otras. Viajó también a Bolivia como legado papal a latere ante el Congreso de Sucre; y al Cusco en 1949, para participar en el 4.º Congreso Eucarístico Nacional realizado en dicha ciudad.
Brindó apoyo a la Acción Católica Peruana, organización laica nacida en el 1.º Congreso Eucarístico Nacional de 1935, cuya misión era dotar de contenido cristiano a todos los ámbitos de la vida cotidiana.
Puso especial interés en el funcionamiento del seminario mayor de Santo Toribio, impulsando las vocaciones sacerdotales, y gracias a ello, durante su periodo se produjo un significativo aumento del número de seminaristas.
Proyectó crear la Casa del Sacerdote, no solo para que fuera un lugar de reunión y esparcimiento del clero o un asilo para los sacerdotes retirados, sino para brindar cómodo alojamiento y pensión a los religiosos del interior del país que debían necesariamente viajar a Lima.
En total presidió cinco asambleas episcopales.

### Controversias
El cardenal Guevara sufrió críticas al ser considerado extremadamente estricto en cuestiones de moral y costumbres, y se le acusó incluso de tener actitudes represivas. Un ejemplo de ello, que fue explotado por la prensa sensacionalista, ocurrió cuando en 1950 llegó a Lima la moda del baile del mambo, traída por uno de sus difusores, el músico cubano Dámaso Pérez Prado. Escandalizado por el baile sensual y las diminutas vestimentas de las bailarinas que acompañaban al músico, Guevara amenazó con excomulgar a todo aquel católico que se atrevieran a bailar ese ritmo. Lo cual, como era de esperarse, no frenó a los jóvenes, que siempre son atraídos por lo novedoso y lo prohibido.

### Fallecimiento
Falleció el 26 de noviembre de 1954, en su residencia de la avenida República de Chile, y en vísperas de celebrarse el 5.º Congreso Eucarístico Nacional y Mariano del Perú en Lima, que él mismo había convocado y preparado de manera concienzuda, y que fue presidido por el cardenal Federico Tedeschini.
Si bien desde hacía algún tiempo se hallaba en tratamiento médico (padecía cáncer), su fallecimiento sorprendió a todos. En la mañana del día fatal, ofició misa, notándosele muy cansado y con dificultad para pronunciar algunas palabras. Terminado el oficio, no pasó mucho tiempo hasta que llamó a monseñor Ayerdi para que le diera la absolución, quejándose de sentir ahogamiento. Llamaron a su médico, que le administró coramina. Poco después, tras recibir la extremaunción solicitada por él mismo, falleció. Gobernaba entonces en el Perú el presidente Manuel A. Odría.
Sus restos reposan en la cripta de la Catedral de Lima. Su sucesor fue su coadjutor en el gobierno de la arquidiócesis, Juan Landázuri Ricketts.

## Condecoraciones
- Gran Cruz de Honor y Devoción de la Soberana y Militar Orden de Malta.
- Gran Cruz de la Orden El Sol del Perú.
- Gran Cruz de la Orden del Cóndor de los Andes de Bolivia.
- Gran Cruz de la Orden del Mérito de Bernardo O’Higgins de Chile.
- Gran Cruz de la Orden de Isabel la Católica de España
- Gran Cruz de la Orden do Cruceiro do Sol del Brasil.